# Lothar Fischbach
Lothar Fischbach (* 1954 oder 1955) ist ein ehemaliger deutscher Radrennfahrer.

## Sportliche Laufbahn
Fischbach war in der DDR beim SC Turbine Erfurt aktiv. 1974 war er Teilnehmer an der Woche des internationalen Radsports der DDR, bei der er Zweiter des abschließenden Kriteriums  in Blankenburg (Harz) wurde. Im selben Jahr wurde er Dritter des Eintagesrennens Berlin–Bad Freienwalde–Berlin.
Auch die DDR-Rundfahrt 1976 fuhr er und konnte die 3. Etappe: Rundstreckenrennen in Dessau, 135 km, am 16. August 1976 gewinnen. Fischbach wurde 1976 Gesamtzweiter und 1977 Gesamtsieger des Vasas-Cups in Ungarn. Ebenfalls 1977 wurde er 21. der Gesamtwertung in der DDR-Rundfahrt. 1978 wurde er 42. der Polen-Rundfahrt als bester DDR-Fahrer und Achter der DDR-Rundfahrt. 1979 wurde er 30. der DDR-Rundfahrt und gewann das Eintagesrennen Dynamo-Cup in Berlin.